# Phyllodactylus leei
Phyllodactylus leei (листопалий гекон сан-кристобальський) — вид геконоподібних ящірок родини Phyllodactylidae. Ендемік Галапагоських островів.

## Поширення і екологія
Вид є ендеміком острова Сан-Кристобаль в архіпелазі Галапагоських островів. Phyllodactylus leei живуть в різноманітних природних середовищах, від вічнозелених тропічних лісів до трав'янистих лук на високогір'ях, однак уникають вологих гірських районів. Сан-кристобальські гекони зустрічаються в тріщинах серед скель і під корою дерев, трапляються в людських поселеннях. Ведуть нічний спосіб життя. Самиці відкладають яйця у жовтні-листопаді.

## Збереження
МСОП класифікує стан збереження цього виду як близький до загрозливого. Сан-кристобальським геконам загрожує хижацтво з боку інтродукованих кішок, щурів і собак, а також конкуренція з інтродукованими геконами Lepidodactylus lugubris.